# Kasteel van Berzé
Het Kasteel van Berzé (Frans: Château de Berzé) is een kasteel in de Franse gemeente Berzé-le-Châtel. De burcht stamt oorspronkelijk uit de 10de eeuw, met bouwwerkzaamheden in de 13de, 15de en 19de eeuw.

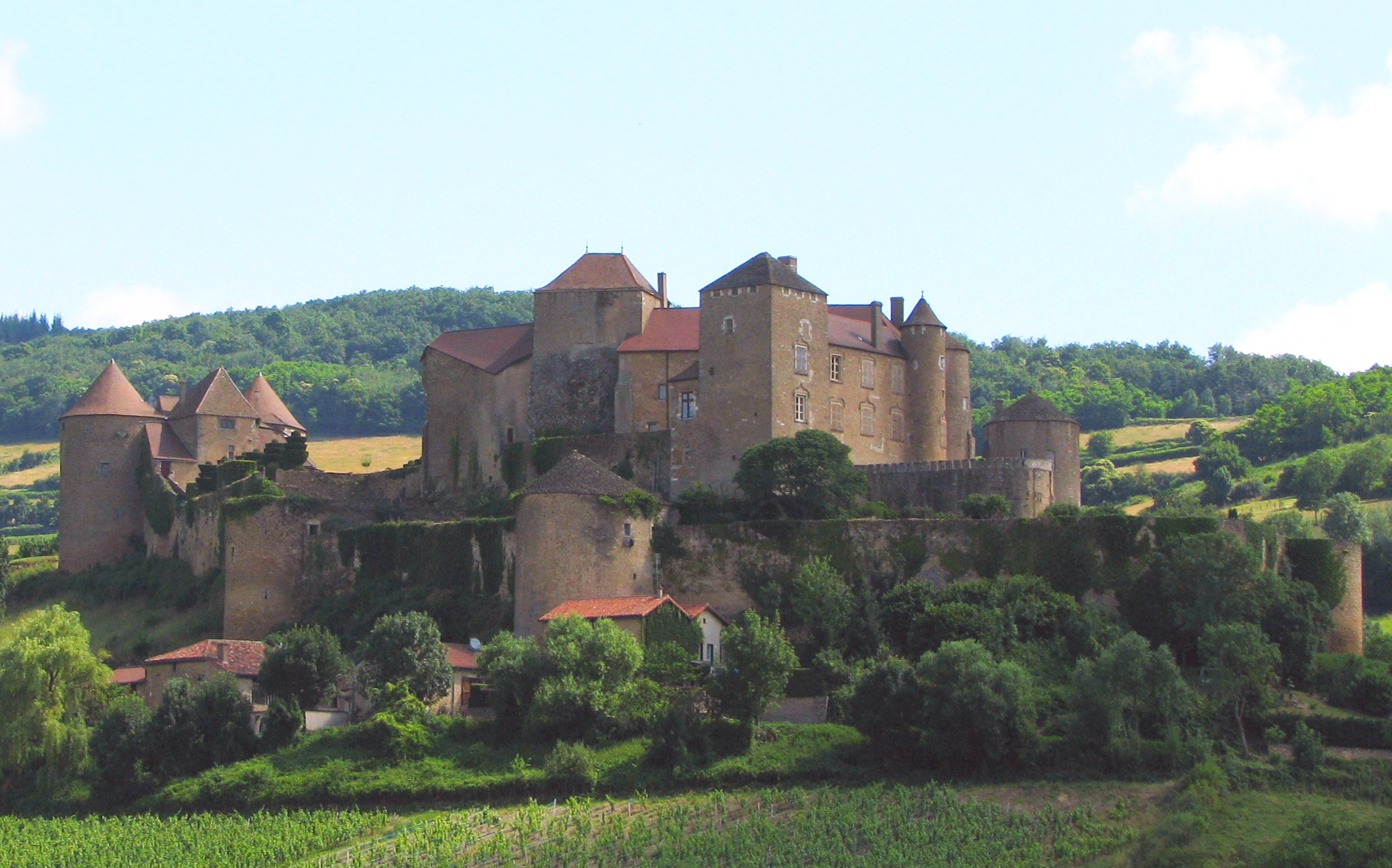
Kasteel Berzé-le-Châtel